# 라이언 거즈먼
라이언 구즈먼(Ryan Guzman, 영어 발음: /ˈɡuːzmən/, 1987년 9월 21일 ~ )은 미국의 배우이다. 《스텝업 4: 레볼루션》(2012)에서 캐스린 매코믹과 함께 주연을 맡았다. 구즈먼은 멕시코계 아버지와 유럽계 미국인 어머니 사이에서 태어났다.

## 출연 작품

### 영화
- 스텝업 4: 레볼루션 (2012)
- 스텝 업: 올 인 (2014)
- 더 보이 넥스트 도어 (2015)

### 텔레비전
- 9-1-1 (2018-현재)
- 9-1-1: 론 스타 (2021)